# 巴赫泰市镇
巴赫泰市镇（俄语：Муниципальное образование «Бахтай»）是俄罗斯联邦伊尔库茨克州阿拉尔区所属的一个市镇。其下辖有4个居民点，行政中心为巴赫泰。据2016年统计，该市镇的人口为864人。